# Red Hat Enterprise Linux
 (mars 2022).
Si vous disposez d'ouvrages ou d'articles de référence ou si vous connaissez des sites web de qualité traitant du thème abordé ici, merci de compléter l'article en donnant les références utiles à sa vérifiabilité et en les liant à la section « Notes et références ».
Pour les articles homonymes, voir Red hat.
Red Hat Enterprise Linux (souvent abrégé RHEL) est une distribution Linux produite par Red Hat et orientée vers le marché commercial et les serveurs d'entreprise.

## Variantes
En 2005, Red Hat a distribué quatre variantes de RHEL (les expansions d'AS/ES/WS sont officieuses):
- RHEL AS (Advanced Server) – Serveurs centraux d'entreprise et systèmes informatiques critiques.
- RHEL ES (Enterprise server, Edge Server, Economy server, ou entry-level server) – Serveurs réseaux de moyenne importance.
- RHEL WS (WorkStation) – Station de travail technique et/ou aux performances importantes.
- Red Hat Desktop – Station de travail simples.

Il y a également des éditions « universitaires » basées sur les variantes « station de travail » et « serveur ». Elles sont proposées aux écoles et aux étudiants à des couts raisonnables et donnent accès à un support technique de Red Hat moyennant des frais supplémentaires.
Fréquemment il y a confusion entre les versions ES (Economy server) et AS (Advanced Server) en supposant qu'ES signifie « Enterprise Server ». Cela est en partie dû à la présence sur le marché, d'une version de SuSE (de l'éditeur Novell) nommée « SLES » pour « Suse Linux Enterprise Server ». Cependant, nulle part, dans sa documentation ou son site, Red Hat n'a spécifié ce que représentent « ES » et « WS ».
Dans RHEL 5 il y a de nouvelles éditions qui se substituent aux anciennes dénomination RHEL AS / ES / WS / Desktop :
- RHEL Advanced Platform – (anciennement AS)
- RHEL – (anciennement ES)
- RHEL Desktop with Workstation and Multi-OS option – Station de travail technique avec une option Multi-OS
- RHEL Desktop with Workstation option – (anciennement WS)
- RHEL Desktop with Multi-OS option – Station de travail simple avec une option Multi-OS
- RHEL Desktop – (anciennement Desktop)

## Rapport avec Fedora Linux
À l'origine, Red Hat Entreprise Linux(RHEL)  était basé  sur la distribution Red Hat Linux (RHL). C'est ensuite la distribution Fedora qui servira de base pour RHEL. Les versions RHEL sont basées sur  des versions de Fedora Linux d'une année en amont. De sorte que :
- Red Hat Linux 6.2/7 → Red Hat Linux Enterprise Edition 6.2E
- Red Hat Linux 7.2 → Red Hat Enterprise Linux 2.1
- Red Hat Linux 10 beta 1 → Red Hat Enterprise Linux 3
- Fedora Core 3 → Red Hat Enterprise Linux 4
- Fedora Core 6 → Red Hat Enterprise Linux 5
- Fedora 12, 13 → Red Hat Enterprise Linux 6[4]
- Fedora 19 → Red Hat Enterprise Linux 7[5]
- Fedora 28 → Red Hat Enterprise Linux 8 (jusqu'à 8.4)
- Fedora 28 → CentOS Stream 8 → Red Hat Enterprise Linux 8.4
- Fedora 34 → CentOS Stream 9 → Red Hat Enterprise Linux 9
- Fedora 40 → CentOS Stream 10 → Red Hat Enterprise Linux 10

RHEL7, initialement prévu pour le premier semestre de l'année 2013, est retardé pour l'année suivante. Il se base sur Fedora 19 à la place de Fedora 18, dont la sortie est prévue pour le 2 juillet 2013. La première beta publique de cette version est quant à elle sortie le 11 décembre 2013.

## Clones
À l'origine, les produits d'entreprise Red Hat, maintenant connus sous le nom de Red Hat Linux, étaient gratuitement accessibles à ceux qui souhaitaient les télécharger. Et Red Hat réalisait son chiffre d'affaires grâce au support apporté. Ensuite, Red Hat a scindé sa gamme en deux groupes, dont la RHEL qui bénéficie d'un support à long terme et d'une recherche de stabilité. L'autre partie de la gamme étant la Fedora qui ne bénéficie pas du support de la part de la firme, mais d'une plus grande implication communautaire.
Ceux qui ne pouvaient pas se permettre ou n'ont pas souhaité un support ont tout de même apprécié la stabilité et le cycle à long terme du produit « entreprise ».
Puisque la distribution RHEL est complètement basée sur des logiciels open source et gratuits, Red Hat fournit via ses serveurs FTP l'ensemble des codes sources de cette distribution en libre service. De ce fait, plusieurs groupes de personnes ayant récupéré les codes sources ont compilé leurs propres versions de Red Hat Entreprise « Linux » en ne changeant, ou retirant, que les références à la marque Red Hat et en pointant les mises à jour vers des serveurs tiers.
Les produits suivants sont conçus à partir du code source de Red Hat Enterprise Linux :
- CentOS
- Fermi Linux (en)
- Oracle Linux (en)
- Rocky Linux
- AlmaLinux
- Scientific Linux

## Historique des versions

### RHEL 2.1
- RHEL 2.1 AS (Pensacola), 26 mars 2002, utilisation du noyau linux 2.4.9-e.3[9]
  - Update 1, 14 février 2003
  - Update 2, 29 mai 2003
  - Update 3, 19 décembre 2003
  - Update 4, 21 avril 2004
  - Update 5, 18 août 2004
  - Update 6, 13 décembre 2004
  - Update 7, 28 avril 2005
- RHEL 2.1 ES (Panama), mai 2003

### RHEL 3
- RHEL 3 (Taroon), 22 octobre 2003, utilisation du noyau linux 2.4.21-4[9]
  - Update 1, 16 janvier 2004
  - Update 2, 18 mai 2004
  - Update 3, 3 septembre 2004
  - Update 4, 21 décembre 2004
  - Update 5, 20 mai 2005
  - Update 6, 28 septembre 2005
  - Update 7, 15 mars 2006
  - Update 8, 20 juillet 2006
  - Update 9, 30 mai 2007

### RHEL 4
- RHEL 4 (Nahant) 15 février 2005, utilisation du noyau linux 2.6.9-5[9]
  - Update 1, 9 juin 2005
  - Update 2, 5 octobre 2005
  - Update 3, 7 mars 2006
  - Update 4, 11 août 2006
  - Update 5, 2 mai 2007
  - Update 6, 15 novembre 2007
  - Update 7, 24 juillet 2008
  - Update 8, 19 mai 2009
  - Update 9, 16 février 2011

### RHEL 5
- RHEL 5 (Tikanga) 14 mars 2007, utilisation du noyau linux 2.6.18-8[9]
  - Update 1, 7 novembre 2007
  - Update 2, 21 mai 2008
  - Update 3, 19 janvier 2009
  - Update 4, 2 septembre 2009
  - Update 5, 30 mars 2010
  - Update 6, 13 janvier 2011
  - Update 7, 21 juillet 2011
  - Update 8, 21 février 2012
  - Update 9, 8 janvier 2013
  - Update 10, 1er octobre 2013
  - Update 11, 16 septembre 2014
  - Update 11, Extended Lifecycle Support (ELS), jusqu'au 30 novembre 2020

### RHEL 6
- RHEL 6 (Santiago) 10 novembre 2010, utilisation du noyau linux 2.6.32-71[9]
  - Update 1, 19 mai 2011
  - Update 2, 6 décembre 2011
  - Update 3, 20 juin 2012
  - Update 4, 21 février 2013
  - Update 5, 21 novembre 2013
  - Update 6, 13 octobre 2014
  - Update 7, 22 juillet 2015
  - Update 8, 10 mai 2016
  - Update 9, 22 mars 2017
  - Update 10, 19 juin 2018[10]
  - Update 10, Extended Lifecycle Support (ELS), jusqu'au 30 juin 2024

### RHEL 7
- RHEL 7 (Maipo) 10 juin 2014, utilisation du noyau linux 3.10.0-123[9]
  - Update 1, 5 mars 2015
  - Update 2, 19 novembre 2015
  - Update 3, 3 novembre 2016
  - Update 4, 1 aout  2017 
  - Update 5, 10 avril 2018
  - Update 6, 30 octobre 2018
  - Update 7, 6 août 2019
  - Update 8, 31 mars 2020
  - Update 9, 30 septembre 2020[11]
  - Update 9, Extended Lifecycle Support (ELS), jusqu'au 30 juin 2028

### RHEL 8
- RHEL 8 (Ootpa) sortie le 7 mai 2019, utilise le noyau linux 4.18.
  - Update 1, 5 novembre 2019[12]
  - Update 2, 20 avril 2020[13]
  - Update 3, 11 novembre 2020[14]
  - Update 4, 21 mai 2021[15]
  - Update 5, 10 novembre 2021[16]
  - Update 6, 11 mai 2022[17]
  - Update 7, 9 novembre 2022[18]
  - Update 8, 16 mai 2023[19]
  - Update 9, 8 novembre 2023[20]
  - Update 10, 22 mai 2024[21]

### RHEL 9
- RHEL 9 (Plow) sortie le 18 mai 2022, utilise le noyau linux 5.14
  - Update 1, 16 novembre 2022[22]
  - Update 2, 10 mai 2023[23]
  - Update 3, 8 novembre 2023[20]
  - Update 4, 30 avril 2024[24]
  - Update 5, 12 novembre 2024[24]
  - Update 6, 20 mai 2025[24]

### RHEL 10
- RHEL 10 (Coughlan) sortie le 20 mai 2025, utilise le noyau linux 6.12